# 1961 في المغرب
فيما يلي قوائم الأحداث التي وقعت خلال عام 1961 في المغرب.

## أحداث
- 12 سبتمبر – الخطوط الجوية الفرنسية الرحلة 2005

## سياسة

### تعيين في المنصب
- 26 فبراير – الحسن الثاني بن محمد ملك المغرب.

### انتهاء فترة المنصب
- 26 فبراير – محمد الخامس بن يوسف ملك المغرب.

## مواليد

### يناير
- 1 يناير – أحمد بن الصديق
- 1 يناير – عبد العزيز الستاتي مغني مغربي.
- 1 يناير – عزيز أخنوش سياسي مغربي.
- 1 يناير – يحيى اليحياوي أكاديمي وباحث مغربي.[1]
- 1 يناير – أسماء المرابط طبيبة وكاتبة وباحثة في قضايا الإسلام والمرأة مغربية.
- 1 يناير – نعيمة بنواكريم كاتبة نسائية مغربية.
- 1 يناير – عبد الكريم بوفرة باحث ولساني وأكاديمي مغربي.

### فبراير
- 5 فبراير – سعاد السباعي.
- 23 فبراير – رشيد نافع عالم دين مغربي.

### مارس
- 19 مارس – ليلى غفران موسيقية مغربية.

### أبريل
- 3 أبريل – عجم محمد لاعب كرة قدم مغربي.
- 15 أبريل – مولاي أحمد صبير الإدريسي كاتب مغربي.
- 22 أبريل – عمر الشرايبي مخرج أفلام مغربي.

### يونيو
- 12 يونيو – ألبير الباز مصمم أزياء إسرائلي من أصول مغربية.

### يوليو
- 14 يوليو – أحمد عصيد كاتب مغربي.
- 28 يوليو – مصطفى الحداوي لاعب كرة قدم مغربي.

### أغسطس
- 18 أغسطس – سباستيان لوبيز لاعب كرة قدم إسباني.
- 28 أغسطس – أنور كبيبش مهندس اتصالات فرنسي.
- 29 أغسطس – أحمد أبو طالب سياسي هولندي.

### سبتمبر
- 1 سبتمبر – صلاح الدين حميد لاعب كرة قدم مغربي.
- 26 سبتمبر – محمد بوسعيد سياسي مغربي.

## وفيات

### فبراير
- 26 فبراير – محمد الخامس بن يوسف (مواليد 1909) ملك من ملوك المغرب.

### أبريل
- 12 أبريل – البكاي بن مبارك الهبيل (مواليد 1907) سياسي مغربي.